# Mimsy Farmer
Mimsy Farmer (Chicago, 28 februari 1945) is een Amerikaanse actrice, kunstenaar en beeldhouwer. Haar pseudoniem Mimsy komt van een tekstregel in Jabberwocky van Lewis Carroll: "All mimsy were the borogoves".

## Filmografie
- 1961 - Gidget goes Hawaiian (Paul Wendkos)
- 1963 - Spencer's Mountain (Delmer Daves)
- 1965 - Bus Riley's Back in Town (Harvey Hart)
- 1967 - Devil's Angels (Daniel Haller)
- 1967 - Hot Rods to Hell (John Brahm)
- 1967 - Riot on Sunset Strip (Arthur Dreifuss)
- 1968 - The Wild Racers (Daniel Haller)
- 1969 - More (Barbet Schroeder)
- 1970 - La route de Salina (Georges Lautner)
- 1970 - Michele Strogoff, corriere dello zar (Eriprando Visconti)
- 1971 - 4 Mosche di Velluto Grigio (Dario Argento)
- 1972 - Corpo d'Amore (Fabio Carpi)
- 1972 - De meester en Margarita (Il Maestro e Margherita) (Aleksandar Petrović)
- 1973 - Deux Hommes dans la Ville (José Giovanni)
- 1974 - Il Profumo della Signora in Nero (Francesco Barilli)
- 1974 - Allonsanfàn (Vittorio en Paolo Taviani)
- 1975 - Macchie Solari (Armando Crispino)
- 1975 - La Traque (Serge Leroy)
- 1978 - Ciao maschio (Rêve de singe) (Marco Ferreri)
- 1978 - L'Amant de Poche (Bernard Queysanne)
- 1979 - Concorde Affaire '79 (Ruggero Deodato)
- 1980 - La légion saute sur Kolwezi (Raoul Coutard)
- 1981 - Gatto Nero (Lucio Fulci)
- 1982 - La Ragazza di Trieste (Pasquale Festa Campanile)
- 1983 - La Mort de Mario Ricci (Claude Goretta)
- 1984 - Don Camillo (Terence Hill)
- 1986 - Sensi (Gabriele Lavia)
- 1979 - Camping del terrore (Ruggero Deodato)